# Luo Zilin
Luo Zilin, née le 6 juin 1987 à Shanghai, est une mannequin chinoise, élue Miss Univers Chine 2011.

## Biographie
Elle commence sa carrière dans le mannequinat en 2003, après avoir été inspiré par une biographie écrite à propos de Cindy Crawford.
Durant sa carrière, Luo a travaillé pour des marques connues telles que Chanel, Bulgari, Cartier, Gucci, Armani, Louis Vuitton... .
En 2011, elle devient Miss Univers Chine 2011, puis 4e dauphine de Miss Univers 2011.